# Aufklärungsgeschwader 11
Das Aufklärungsgeschwader 11 war ein Verband der Luftwaffe der Wehrmacht.

## Aufstellung
Der Stab des Geschwaders entstand am 1. November 1938 auf dem Fliegerhorst Großenhain (Lage) für die Luftflotte 1. Er führte die selbstständigen Aufklärungsgruppen 11, 21, 31 und 41.
Die Aufklärungsgruppe 11 setzte sich anfangs aus einer H-Staffel und drei F-Staffeln zusammen.
Die Aufklärungsgruppe 21 bestand anfangs aus vier H-Staffeln, die mit der Henschel Hs 126 ausgestattet waren. Diese lagen auf dem Fliegerhorst Stargard. (Lage)
Die Aufklärungsgruppe 31 mit anfangs drei H-Staffeln und einer F-Staffel lag in Brieg (Lage).
Die Aufklärungsgruppe 41 führte die 1. bis 3. Nahaufklärungsstaffel mit der Henschel Hs 126 auf dem Fliegerhorst Reichenberg. (Lage)

## Geschichte
Der Geschwaderstab bestand bis zum 26. August 1939. Nach der allgemeinen Mobilmachung der Wehrmacht erhielt der Geschwaderstab die Bezeichnung als Kommandeur der Luftstreitkräfte bei der Heeresgruppe Süd (Koluft) während des Überfalls auf Polen und später Koluft Heeresgruppe A im Westen. Im Jahre 1941 wurde er wieder Koluft Heeresgruppe Süd, nun während des Deutsch-Sowjetischen Krieges.
Der Stab der Aufklärungsgruppe 11 wurde bei der Mobilmachung umgewandelt zum Koluft 4 der 4. Armee. Im Winter 1940/41 wurde eine zweite H-Staffel gebildet. Ab 1942 erfolgte die Überführung der Staffeln zu Nahaufklärungsstaffeln. Aus dem Stab der Aufklärungsgruppe 21 wurde bei der Mobilmachung der Koluft Heeresgruppe B und ab 1941 Koluft Heeresgruppe Mitte. Im Winter 1940/41 wurden drei H-Staffeln aufgestellt. 1942 wurden fünf der sieben Staffeln aufgelöst und die restlichen zwei wurden Nahaufklärungsstaffeln, welche ab 1944 zur Nahaufklärungsgruppe 3 kamen. Aus dem Stab der Aufklärungsgruppe 31 wurde bei der Mobilmachung der Koluft 6 der 10. Armee. Später wurde 3./31 auch eine H-Staffel, wie ebenfalls die im Winter 1940/41 aufgestellte 5. und 6. Staffel. Später wurden alle Staffeln zu Nahaufklärungsstaffeln. Die Staffeln 4. bis 6. wurden aufgelöst. 1943/44 wurden die verbleibenden Staffeln aufgeteilt. Der Stab der Aufklärungsgruppe 41 erhielt die Bezeichnung Koluft 8 und war der 8. Armee unterstellt. 
Alle ehemaligen Gruppenstäbe nahmen unter ihrer neuen Bezeichnung am Überfall auf Polen teil. Die einzelnen Nahaufklärungsstaffeln wurden zur taktischen Luftaufklärung Heeresverbänden unterstellt.

## Kommandeure

### Geschwaderkommodore
| Dienstgrad | Name          | Zeit                                 |
| ---------- | ------------- | ------------------------------------ |
| Oberst     | Ludwig Keiper | 1. November 1938 bis 26. August 1939 |

### Gruppenkommandeure
Aufklärungsgruppe 11
- Oberstleutnant Helmuth Mentzel, 1. November 1938 bis 31. Januar 1939

Aufklärungsgruppe 21
- Oberstleutnant Walter Boenicke, 1. November 1938 bis 1. Januar 1939
- Oberstleutnant Walter Gnamm, 1. Januar 1939 bis 26. August 1939

Aufklärungsgruppe 31
- Oberstleutnant Herbert Angelroth, 1. August 1939 bis ?[6]

Aufklärungsgruppe 41
- Oberstleutnant Günther Lohmann, 1. November 1938 bis 1. Mai 1939
- Oberstleutnant Gerhard Rebsch, 1. Mai 1939 bis 26. August 1939

## Bekannte Geschwaderangehörige
- Heinz Haber (1913–1990), war ein deutscher Physiker, Schriftsteller und Fernsehmoderator